# Mściwojów
Mściwojów (deutsch Profen) ist ein Dorf im Powiat Jaworski der Woiwodschaft Niederschlesien in Polen. Es ist Sitz der gleichnamigen Landgemeinde mit 4029 Einwohnern (Stand 31. Dezember 2020).

## Geographie
Mściwojów liegt sechs Kilometer östlich der Stadt Jawor und 55 Kilometer westlich von Breslau. Durch den Ort zieht sich der Fluss Wierzbiak.

## Geschichte
Die ersten Erwähnungen des Dorfes stammen aus der zweiten Hälfte des 13. Jahrhunderts.
Bis 1945 war Profen eine Gemeinde im Landkreis Jauer, Regierungsbezirk Liegnitz der Provinz Schlesien.
Von 1975 bis 1998 gehörte Gmina Mściwojów zur Woiwodschaft Legnica.

## Gemeinde
Zur Landgemeinde (gmina wiejska) Mściwojów mit einer Fläche von 71,8 km² gehören das Dorf selbst und 11 weitere Dörfer mit Schulzenämtern (sołectwa). Ca. vier km südlich der Gemeinde befindet sich das ehemalige KZ Groß-Rosen.